# Parafia św. Antoniego Padewskiego i św. Jadwigi w Granowcu
Parafia świętego Antoniego Padewskiego i św. Jadwigi w Granowcu – parafia rzymskokatolicka znajdująca się w diecezji kaliskiej, w dekanacie Odolanów. Proboszczem od 2015 jest ks. kan. Michał Pacyna.